# Cabana Piatra Arsă
Cabana Piatra Arsă este situată pe platoul Bucegilor, la o altitudine de 1950 de metri, la jumătatea distanței dintre Babele și Cota 2000. Construită în anul 1935, ea a fost transformată ulterior într-o bază sportivă. La Complexul Sportiv Național Piatra Arsă vin în fiecare an numeroși sportivi în cantonament.
Acces: Vara se poate ajunge cu mașina pe drumul asfaltat din Sinaia, până în apropierea complexului, sau pe numeroase trasee turistice din Sinaia, Bușteni sau Poiana Țapului. Pe timp de iarnă, cele mai ușoare căi de acces sunt cu telecabina, fie din Bușteni prin Babele și apoi un traseu de 2 ore pe platou (BR), fie dinspre Sinaia cu telecabina până la Cota 2000, apoi un traseu de 2 ore pe platou (BG).

## Galerie imagini

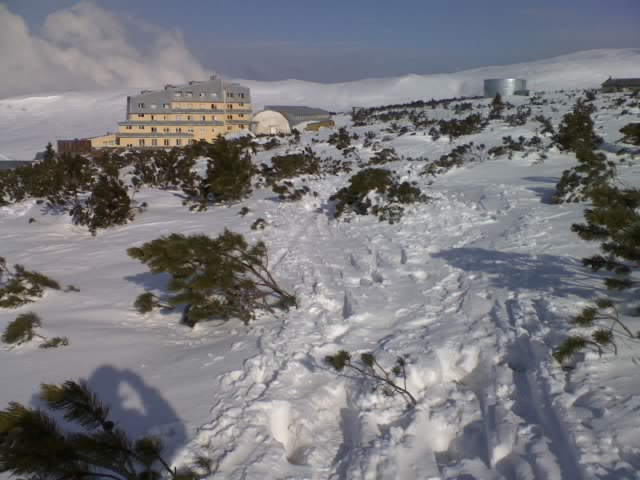
Cabana Babele în departare văzută de lânga Piatra Arsă
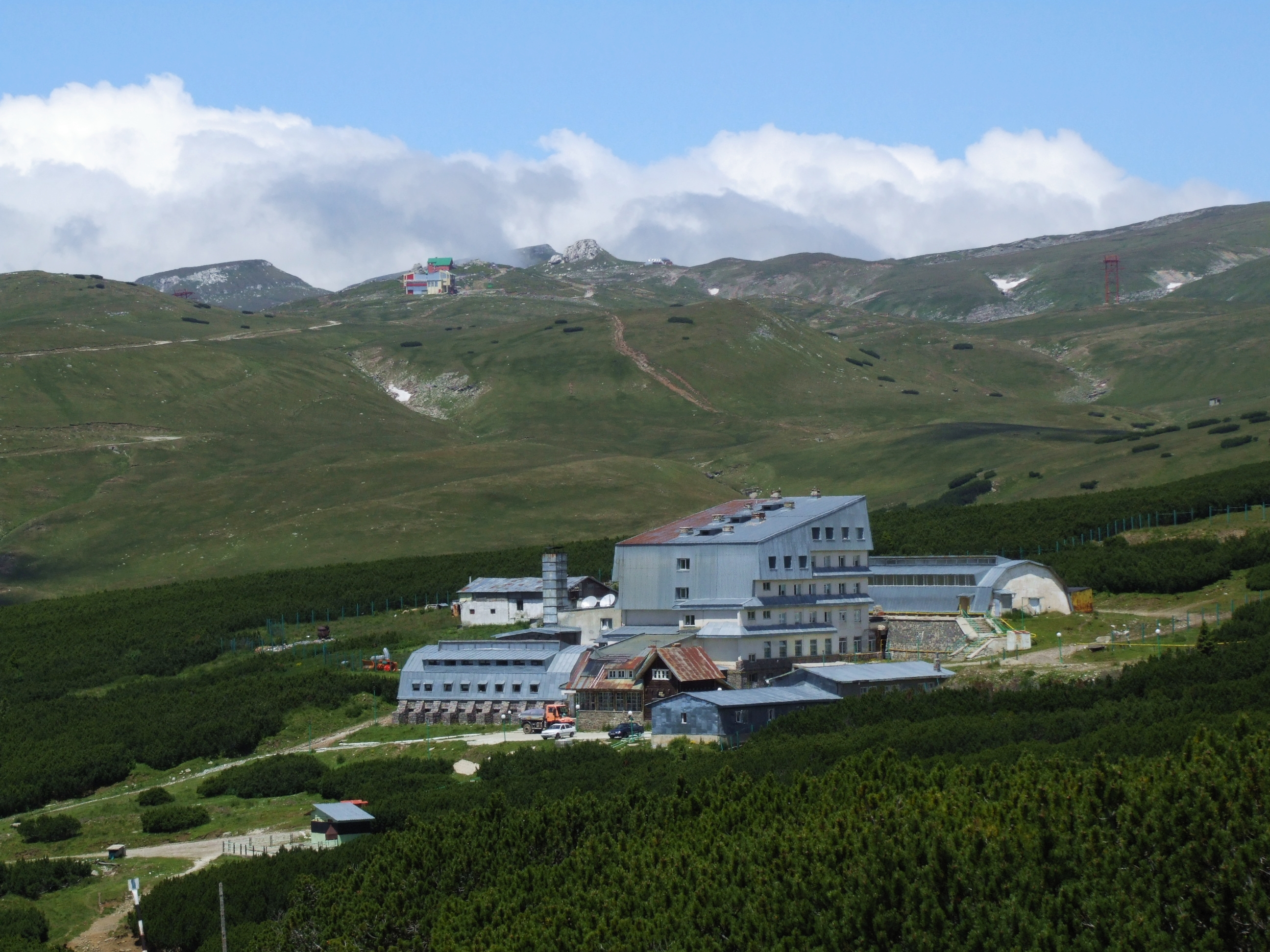
Cabana Babele în departare văzută de lânga Piatra Arsă
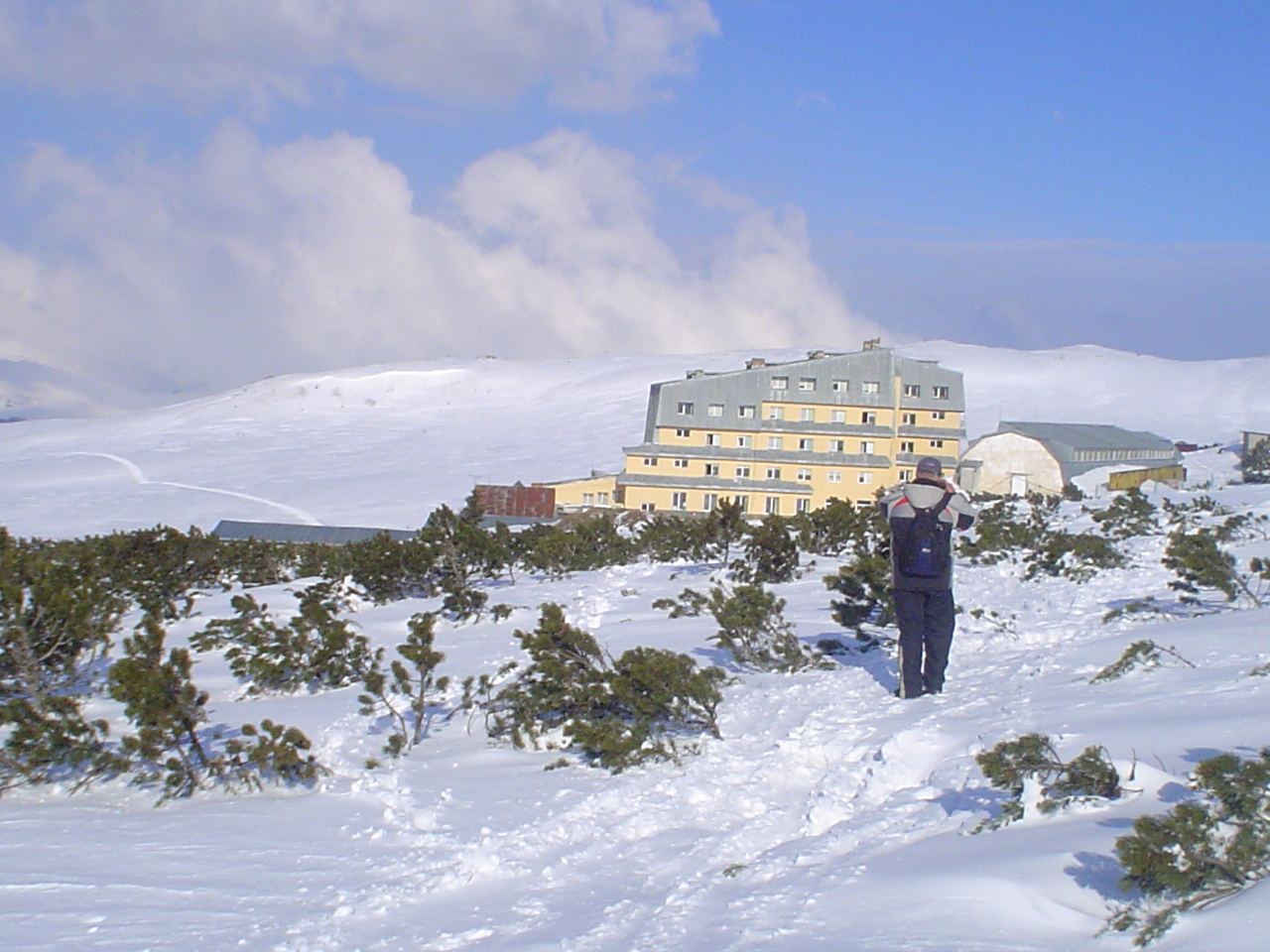
Cabana Piatra Arsă - Munții Bucegi
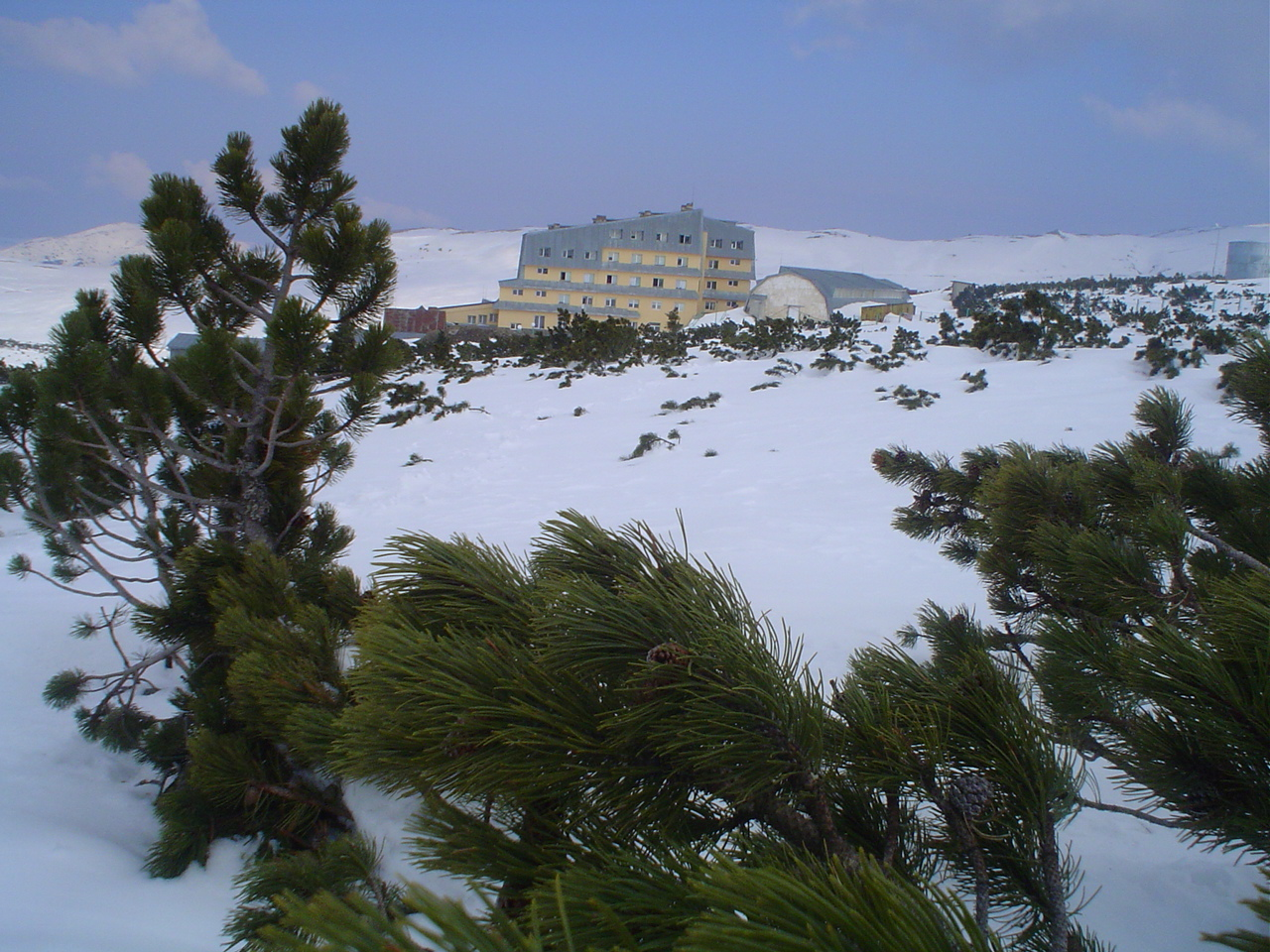
Cabana Piatra Arsă - Munții Bucegi
Drumul spre Cabana Piatra Arsă
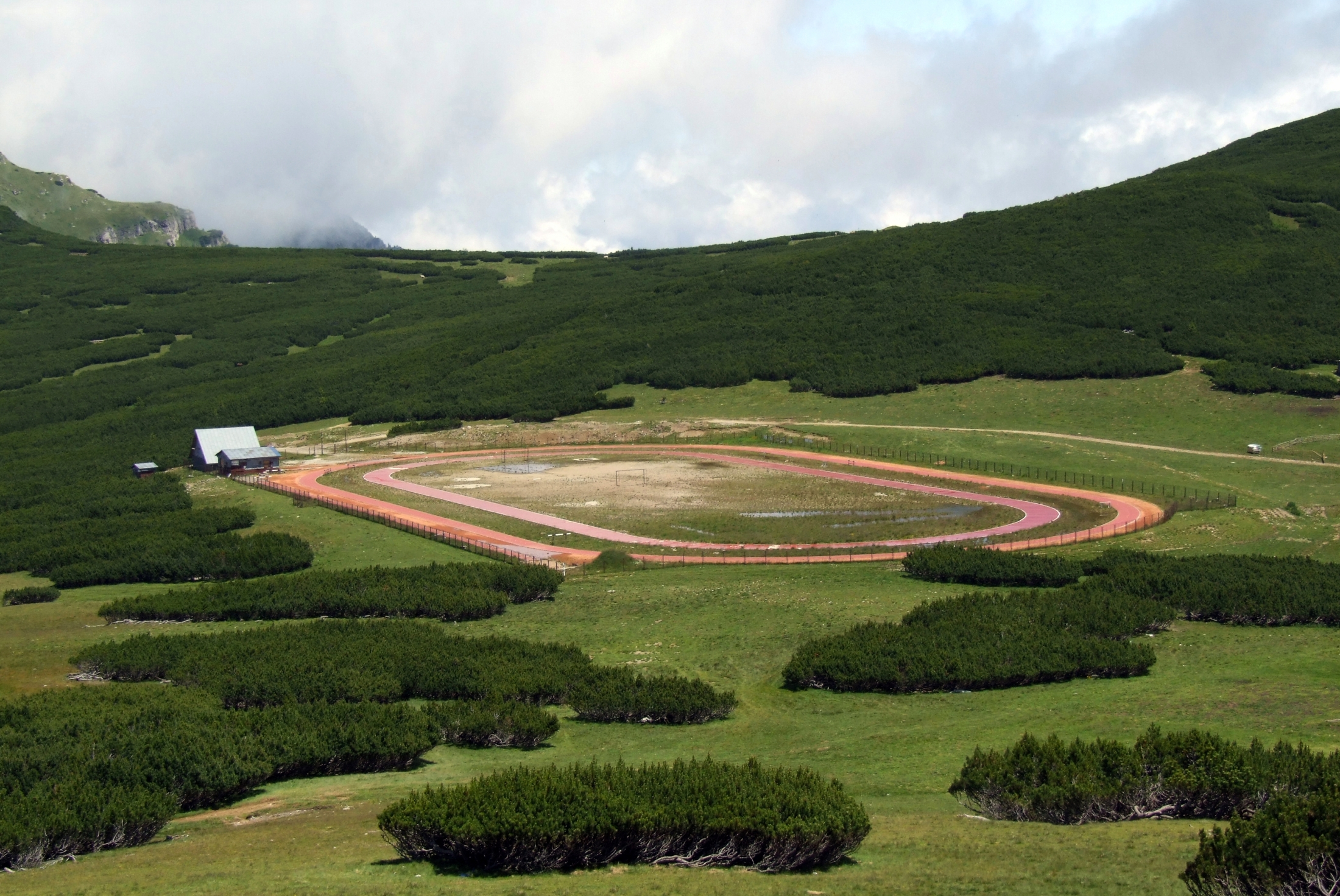
Stadionul de atletism